# Estación de La Barca
La Barca fue una estación de trenes que se encuentra en La Barca, Jalisco.

## Historia
La estructura fue construida en terrenos que fueron de la Hacienda Salamanca, los cuales fueron adquiridos por el Ferrocarril Central Mexicano, esto mediante una escritura hecha el 6 de marzo de 1888. Se dice que en el lugar existen tres túneles que fueron utilizadas por tropas del Emperador Maximiliano para escapar de sus enemigos, siendo ayudados por un rico hacendado de origen francés.
El 15 de mayo de 1888 llegó el primer tren a la estación, procedente de la Ciudad de México con destino a Guadalajara.